# Czambarak
Czambarak – miasto w Armenii, w prowincji Gegharkunik. W 2022 roku liczyło 5500 mieszkańców.